# Led Zeppelin Remasters
Led Zeppelin Remasters – dwupłytowa (lub dwukasetowa lub trój-winylowa) kompilacja zremasterowanych nagrań angielskiego zespołu rockowego Led Zeppelin. Na wydaniu amerykańskim pojawiły się materiały dodatkowe, takie jak promocyjne wywiady z Page’em, Plantem i Jonesem. Zasadniczo album ten stanowi mniejszą wersję czteropłytowego zestawu Led Zeppelin (box set).

## Twórcy
- Jimmy Page – gitara
- Robert Plant – wokal, harmonijka, tamburyn
- John Paul Jones – gitara basowa, organy, mandolina
- John Bonham – perkusja

## Lista utworów

### Dysk 1
1. „Communication Breakdown” (2:28), (1969)
  - (Page/Jones/Bonham)
2. „Babe I’m Gonna Leave You” (6:41), (1969)
  - (Page/Plant)
3. „Good Times, Bad Times” (2:43), (1969)
  - (Page/Jones/Bonham)
4. „Dazed and Confused” (6:26), (1969)
  - (Page)
5. „Whole Lotta Love” (5:34), (1969)
  - (Page/Plant/Jones/Bonham)
6. „Heartbreaker” (4:14), (1969)
  - (Page/Plant/Jones/Bonham)
7. „Ramble On” (4:24), (1969)
  - (Page/Plant)
8. „Immigrant Song” (2:23), (1970)
  - (Page/Plant)
9. „Celebration Day” (3:28), (1970)
  - (Page/Plant/Jones)
10. „Since I’ve Been Loving You” (7:24), (1970)
  - (Page/Plant/Jones)
11. „Black Dog” (4:54), (1971)
  - (Page/Plant/Jones)
12. „Rock and Roll” (3:40), (1971)
  - (Page/Plant/Jones/Bonham)
13. „The Battle of Evermore” (5:51), (1971)
  - (Page/Plant)
14. „Misty Mountain Hop” (4:39), (1971)
  - (Page/Plant/Jones)
15. „Stairway to Heaven” (8:01), (1971)
  - (Page/Plant)

### Dysk 2
1. „The Song Remains the Same (5:29), (1973)
  - (Page/Plant)
2. „The Rain Song” (7:39), (1973)
  - (Page/Plant)
3. „D’yer Mak’er” (4:23), (1973)
  - (Page/Plant/Jones/Bonham)
4. „No Quarter” (7:00), (1973)
  - (Page/Plant/Jones)
5. „Houses of the Holy” (4:03), (1975)
  - (Page/Plant)
6. „Kashmir” (8:32), (1975)
  - (Page/Plant/Bonham)
7. „Trampled Under Foot” (5:35), (1975)
  - (Page/Plant/Jones)
8. „Nobody's Fault but Mine” (6:28), (1976)
  - (Page/Plant)
9. „Achilles Last Stand” (10:23), (1976)
  - (Page/Plant)
10. „All My Love” (5:53), (1979)
  - (Plant/Jones)
11. „In the Evening” (6:51), (1979)
  - (Page/Plant/Jones)

### Dysk 3
- 1) Profil Led Zeppelin
- 2 – 8) krótkie fragmenty wywiadów z Page’em, emitowane jako spoty w radiu lub telewizji
- 9 – 16) wywiad z Page’em
- 21 – 32) wywiad z Plantem
- 33 – 43) wywiad z Jonesem

Dysk 3 ukazał się oryginalnie pod nazwą Profiled i był promocyjnym dodatkiem do wydawnictwa Boxed Set.